# Vela llatina

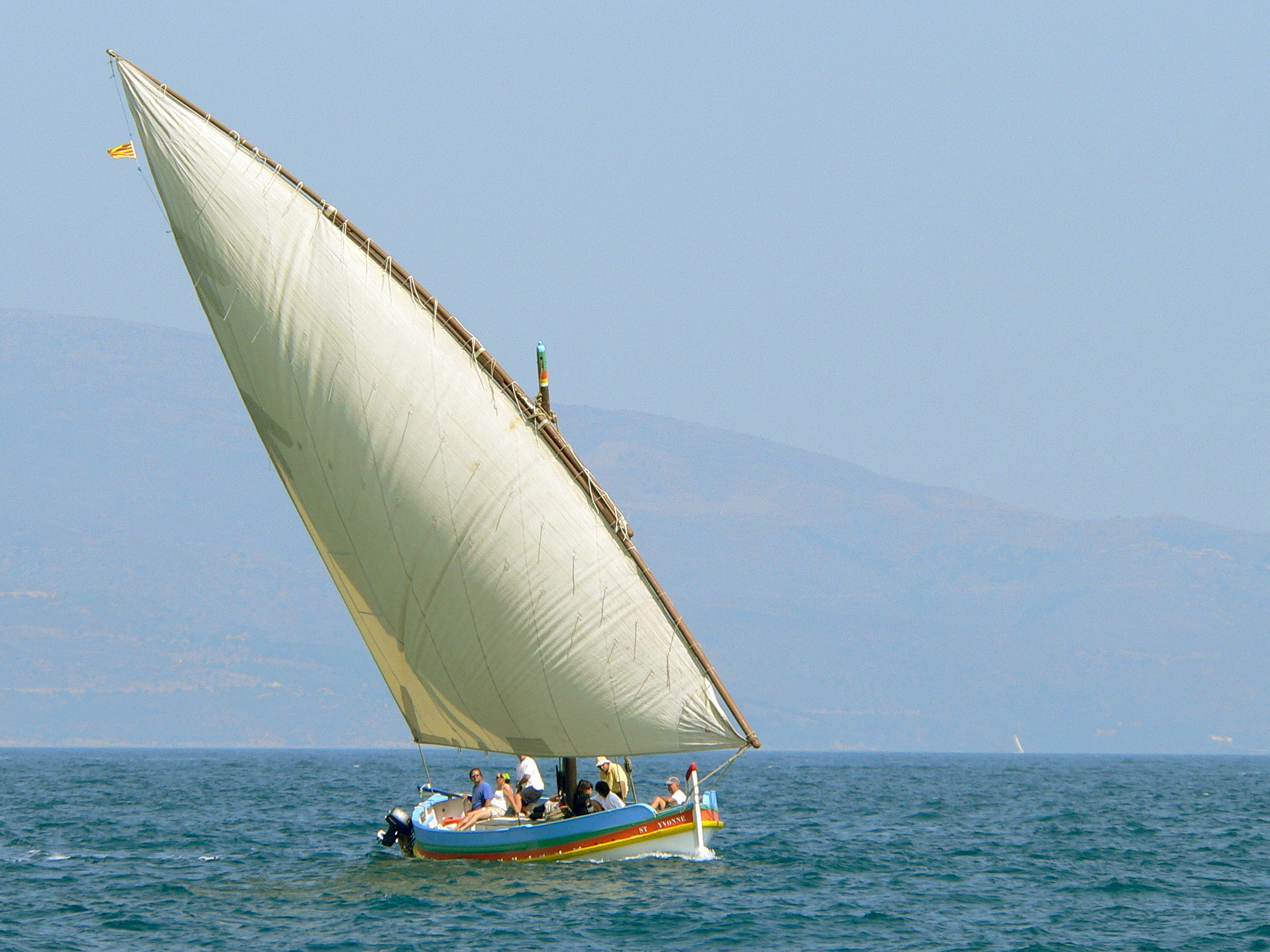
Llagut amb vela llatina al Mediterrani

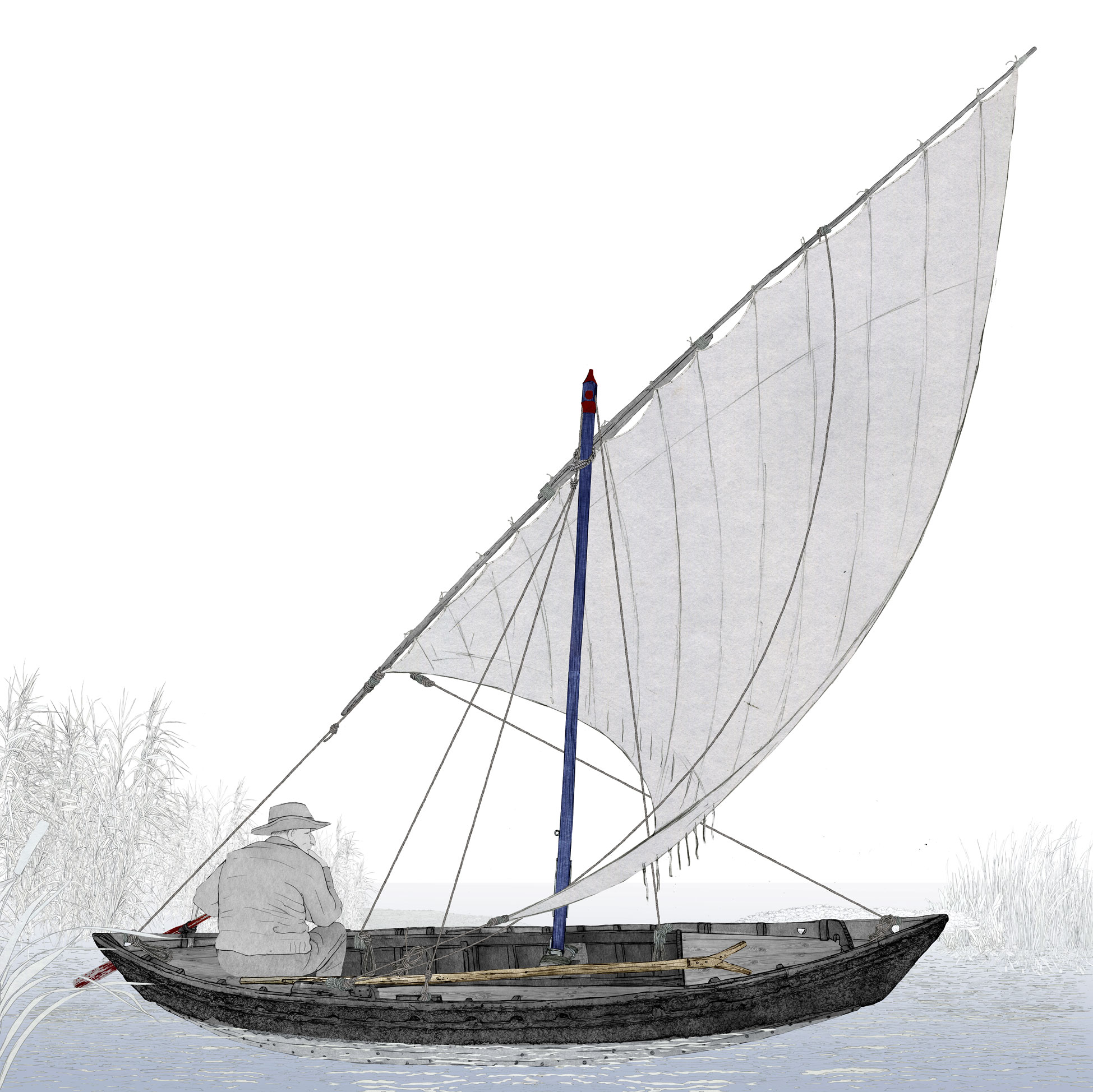
Vela llatina a l'Albufera de València. Museu Valencià d'Etnologia.

La vela llatina és una vela de tall, o triangular, dissenyada per anar contra el vent.
La vela llatina s'enverga en una perxa que rep el nom d'antena. Aquesta antena pot estar formada per una, dues o tres peces. La part més gruixuda, i que queda a baix i a proa, rep el nom de car i la part més prima, que queda a popa i alçada, rep el nom de pena. Si l'antena és d'una embarcació gran o ja és un poc vella, pot dur una tercera peça, per a reforçar-la, anomenada quimelca.
Car, pena i quimelca s'uneixen amb unes lligades de cap prim que s'anomenen enginyes.
Els tres costats de la vela llatina reben el nom de gràtil o caient de proa, el costat on va envergada la vela a l'antena; pujament o faldar el costat que en queda avall, direm dins la barca; i el tercer és la baluma o caient de popa, que és vertical i marca l'alçària de la vela. Els tres angles de la vela o punys reben el nom d'on van lligats, així el puny de car és el de proa; el puny de pena és el que queda alt i el puny d'escota és on es lliga aquest cap.
Al gràtil existeix una filera d'ullets menuts que serveixen per a envergar la vela a l'antena amb l'ajut d'uns caps curts i prims anomenats botafions.
L'antena on s'enverga la vela pot ser de llargària variable, en funció de les característiques de l'embarcació. L'antena va agafada al pal per dues bandes, per l'amant, que serveix per a hissar-la, i per un estrop, la trossa, que serveix per a fixar-la al pal. Al car de l'antena, s'hi fixen dos caps, els davants, que serveixen per a controlar la inclinació de l'antena, i l'orsapop, que serveix per a treure el car de l'antena cap a fora o cap a popa de la barca. Si la llargària de l'antena és considerable, s'hi lliga un cap anomenat osta, que serveix per a reforçar la pena quan hi ha vents frescos.
Una variant de la vela llatina és la vela de martell, també anomenada mística, de forma trapezoïdal. S'utilitzava en embarcacions petites, com a vegades en el gussi, perquè necessitava menys maniobres en navegar de cenyida o fent viratges constants.

## Origen
Els orígens de la vela llatina són boirosos. Les característiques de la Mediterrània, i el seu règim de vents amb canvis constants de direcció, feien necessari variar contínuament el rumb i acostar-se a la costa. Amb la vela quadrada de les primeres embarcacions, el procés era dificultós, ja que només era possible amb ajuda dels rems. La vela llatina permet navegar contra el vent —cenyir— sense haver d'utilitzar rems. El nom de vela latina també te origen desconegut. Per a alguns autors, era el nom donat pels marins del nord i el centre d'Europa a la vela que predominava en el mediterrani en l'època medieval. Per a d'altres el de vela latina prové de deformació a partir del nom original, “la trina”, per la forma triangular i d'aquest, per deformació, va passar a denominar-se llatina.

## Història

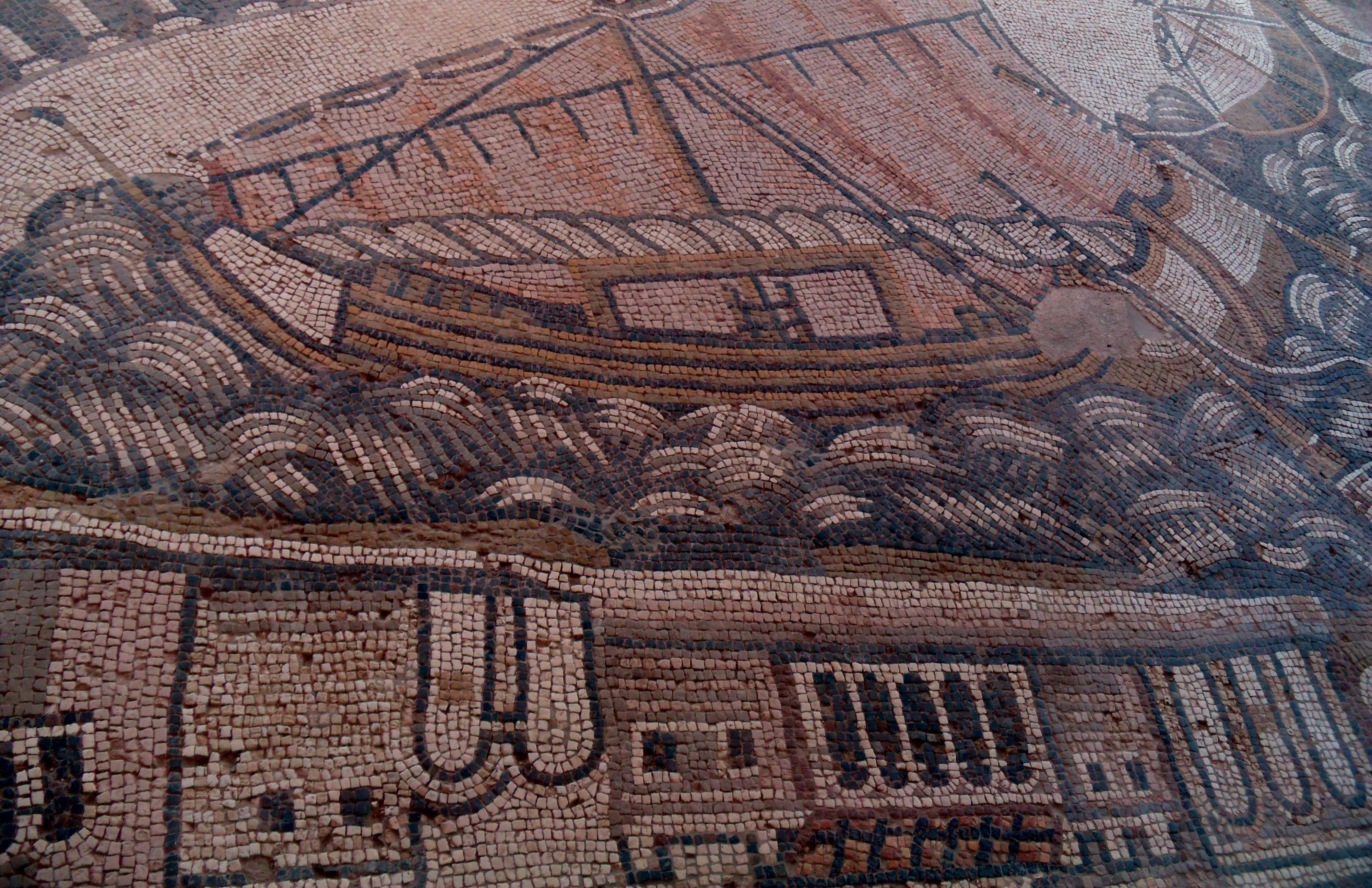
Mosaic de Kelenderis.

Les primeres representacions de la vela latina daten del segle ii aC, concretament en un baix relleu d'una làpida funerària d'una necròpolis grega, actualment exposada al Museu Nacional d'Atenes. Tal com ens mostren nombroses representacions, la vela va ser utilitzada per grecs i romans, com per exemple es pot vore en les pintures de Pompeia. La vela llatina es va emprar sobretot en embarcacions lleugeres, ajudada ocasionalment per rems. A l'Imperi Romà d'Orient apareixeran les primeres grans embarcacions (més de quaranta metres d'eslora); els dromons, que originàriament van ser birrems i en els seus últims temps s'arboraven amb dos o fins a tres pals amb vela llatina.
A partir del segle vii, els àrabs perfeccionaren la tècnica, i al segle xi, arran de les Croades, es produeix una gran expansió de la vela. Entre els segles xv i XVII tingueren gran popularitat les galeres, que combinaven vela llatina amb rems. Posteriorment apareixerien els xabecs, que prioritzaven la vela sobre els rems. Naus, coques, caravel·les, carraques i altres grans navilis feien servir veles llatines, sobretot al pal de mitjana, fins que a la segona meitat del segle xviii foren substituïdes pel tipus de vela de ganivet anomenada cangrea.
A partir de la consolidació del vaixell a vapor i altres tècniques de navegació, la vela llatina a poc a poc vorà reduïda la seua utilització a les embarcacions lleugeres de cabotatge de la costa mediterrània. En estos territoris la vela llatina romandrà fins a la desaparició de la societat tradicional, quedant un ús testimonial en l'àmbit dels esports. Hi hagué un ús vinculat a pesca d'arrossegament, a València usada amb la tècnica per parelles o “de bou” consistent a col·locar una xarxa entre dues barques bessones, de manera que es pesca més i amb major rapidesa.

## Vela llatina catalana
La vela llatina era la més característica i principal de les barques llevantines. Hi ha documents del segle xix que esmenten les veles llatines catalanes diferenciant-les de les veles llatines “normals”.

### Les “feluccas” de San Francisco
Les famoses “felouccas” de pesca de San Francisco portaven veles llatines anomenades pels mateixos pescadors “veles catalanes” o amb "aparell català": "They are keeled, decked-over, lateen or, as some insist, catalonia rigged'". o " with a Catalan jib".

### La balenera de salvament de Marsella (1897)
En un article sobre naufragis i salvaments (publicat a la revista “La Nature. Revue des sciences” 1897) l'autor (Antonin Palliès) parla de la construcció d'una barca de salvament insumergible de 6 metres de llarg i apta per a 5 tripulants. L'aparell era amb un sol arbre i una vela única “llatina o més aviat catalana”.
| «                                                                                         | Construite dans de petites dimensions la baleinière sera munie d'un seul mât portant une voile latine ou plutôt catalane ... | » |
| — LES NAUFRAGES AU GOLFE DE BEAUDUC ET LA SOCIÉTÉ CENTRALE DE SAUVETAGE. Antonin Palliès. | |   |

|  |  |

### Barques de pesca provençals
Un llibre francès de pesca comercial de 1894 (Les pêcheries et les poissons de la Méditerranée: Provence. Paul Gourret.) parla de les barques més populars. Conegudes amb el nom occità de “moures de pouar” (morros de porc, en plural) portaven una vela llatina triangular sobre un pal inclinat a popa. L'obra parla de les barques catalanes i de “gourses genre catalan” amb veles catalanes (i arbre inclinat cap a proa, Figura 47). La distinció entre veles llatines ordinàries i veles llatines catalanes és ben clara.